# Henri Valois
Henri Valois, noto anche col nome umanistico di Henricus Valesius o, in italiano, Arrigo o Enrico Valesio (Parigi, 10 settembre 1603 – Parigi, 7 maggio 1676), è stato un filologo e storico francese.
Era il fratello maggiore di Adrien Valois (1607–1692).

## Biografia
Apparteneva a una famiglia di nobiltà normanna, che risiedeva tra Bayeux e Lisieux. Studiò dai gesuiti, prima a Verdun e poi al Collège de Clermont, a Parigi, dove studiò retorica con Denis Pétau. Studiò legge a Bourges (1622–24) e quindi tornò a Parigi, dove per sette anni, per compiacere il padre, praticò legge contro la sua inclinazione. Quando riacquisì la sua libertà si dedicò agli studi classici, che non aveva mai abbandonato completamente.
Nicolas-Claude Fabri de Peiresc aveva comprato a Cipro un manoscritto che conteneva l'opera di Costantino Porfirogenito sulla virtù e sul vizio. Valois riuscì a identificare sul testo vari frammenti non pubblicati in precedenza dei primi storici, che pubblicò nel 1634 col titolo di Polybii, Diodori Siculi, Nicolai Damasceni, Dionysii Halicarnassii, Appiani, Alexandri, Dionis et Ioannis antiocheni excerpta. Nel 1636 pubblicò Ammiani Marcellini rerum gestarum libri XVIII, con molte note che illuminavano tutta la storia di questo periodo e le sue istituzioni, assieme a due frammenti, uno dalla Origo Constantini (ca. 340) e una che risaliva a ca. 527; anche se non collegati tra loro, solitamente sono ancora pubblicati assieme col nome di Anonymus Valesianus. Riuscì a riconoscere il ritmo delle frasi nella creazione del testo, e allo stesso tempo a non fare mettere in evidenza sua scoperta. Questa edizione fu rivista e ampliata dal fratello Adrien nel 1681.
Nel 1650 l'Assemblée du clergé gli commissionò la pubblicazione degli storici della chiesa, dopo che Mons. Charles de Montchal, arcivescovo di Tolosa, era stato costretto ad abbandonare l'incarico. Nel 1659 pubblicò la "Storia ecclesiastica" di Eusebio di Cesarea, e la biografia e il panegirico di Costantino, nonché il discorso di Costantino: Eusebii Pamphili ecclesiasticae historiae libri decem . . . De vita Imp. Constantini . . . Oratio Constantini ad sanctos, & panegyricus Eusebii. 
Il testo era accompagnato da una nuova traduzione in latino, da note e da quattro dissertazioni sul Donatismo, sul nome Anastasis assegnata alla Basilica del Santo Sepolcro, sul Septuaginta, e sul Martirologio Romano). Nel 1668 pubblicò Socrate di Costantinopoli e Sozomeno con tre libri di osservazioni sulla storia di Sant'Atanasio, su quella di Paolo di Costantinopoli, sul sesto canone di Nicaea. Nel 1673 completò il libro con Teodoreto, Evagrio, ed excerpta di Filostorgio e Teodoro Lettore: Socratis, Sozomeni, Theodoreti et Evagrii Historia ecclesiastica.
Dapprincipio aveva solo i magri mezzi lasciatigli dal padre, ma in seguito pensioni ricevute dal presidente del parlamento di Parigi Jean-Antoine de Mesmes, dal cardinale Mazarino e da Luigi XIV gli fornirono necessario per il tempo libero e l'assistenza di un segretario, dato che la vista non è mai stata buona, e già nel 1637 cessò di avere l'uso dell'occhio destro. Nel 1664, quando era quasi cieco, si sposò con la giovane Marguerite Chesneau e la coppia ebbe quattro figli e tre figlie.
Ha fatto un lavoro importante, e anche se i manoscritti a sua disposizione non erano sempre i migliori, il suo tatto e la certezza della sua critica era ammirevole. Le sue annotazioni ben temperate e sensate sono ottimi documenti degli studi francesi del XVII secolo. Valois è stato associato con i più grandi studiosi del suo tempo, da cui ha però sempre mantenuto la sua libertà di giudizio. Scrisse gli elogi funebri di Jacques Sirmond, Pierre Dupuy, e Denis Pétau. Scrisse anche alcuni poemi d'occasione in latino, ma per i posteri lui è il preciso e colto editore degli storici ecclesiastici greci.